# Zenonas Norkus
Zenonas Norkus (* 1958 in Griniai, Rajongemeinde Kelmė) ist ein litauischer Philosoph und Übersetzer, Professor.

## Leben
Nach dem Abitur von 1965 bis 1976 an der Mittelschule Pakražantis bei Kelmė absolvierte Norkus von 1976 bis 1981 das Diplomstudium der Philosophie und von 1981 bis 1984 die Aspirantur an der Universität Leningrad. 1984 promovierte er in Philosophie über Philosophie der Logik von Edmund Husserl. 2002 habilitierte er über Weber zum Thema „Maxas Weberis ir racionalus pasirinkimas“ im Institut für soziale Forschungen.
Seine Forschungsschwerpunkte sind Philosophie der Sozialwissenschaften und der Geschichtsschreibung, vergleichende historische Soziologie und das Werk von Max Weber. Er lehrt am Lehrstuhl für Soziologie der Philosophiefakultät der Universität Vilnius.

## Werke
Monografien
- Istorika: istorinis įvadas, Vilnius: Taura, 1996. ISBN 9986-514-12-6
- Max Weber und Rational Choice. Habilitationsschrift. 576 Seiten. Marburg : Metropolis-Verl., 2001. ISBN 3-89518-321-0 
  - (lit.: Max Weber ir racionalusis pasirinkimas, Vilnius: Margi raštai, 2003. ISBN 9986-09-255-8)

Übersetzungen
- M. Weber. Protestantiškoji etika ir kapitalizmo dvasia. Vilnius: Pradai, 1997.
- M. Weber. Religijos sociologija. Vilnius: Pradai, 2000.
- Norbert Elias. Rūmų dvaro visuomenė: karaliaus ir rūmų dvaro aristokratijos sociologijos tyrimai. Vilnius: Aidai, 2004.